# Piet Schrijvers
Pieter «Piet» Schrijvers (Jutphaas, Utrecht, 15 de diciembre de 1946-Ermelo, Güeldres, 7 de septiembre de 2022) fue un futbolista y entrenador neerlandés.

## Trayectoria
Se desempeñó como portero desde 1966, debutando en el DWS Amsterdam, pero conseguiría sus mayores logros en el Ajax. Jugó en este club desde 1974 hasta 1983, en el que consiguió cinco títulos.

## Selección nacional
Formó parte del seleccionado de los Países Bajos en 46 oportunidades, participando de la Copa Mundial de Fútbol de 1974 y la Copa Mundial de Fútbol de 1978.

### Participaciones en Copas del Mundo
| Mundial                        | Sede      | Resultado  |
| ------------------------------ | --------- | ---------- |
| Copa Mundial de Fútbol de 1974 | Alemania  | Subcampeón |
| Copa Mundial de Fútbol de 1978 | Argentina | Subcampeón |

### Participaciones en Eurocopas
| Eurocopa      | Sede       | Resultado    |
| ------------- | ---------- | ------------ |
| Eurocopa 1976 | Yugoslavia | Tercero      |
| Eurocopa 1980 | Italia     | Primera fase |

## Clubes

### Como futbolista
| Club          | País         | Año       |
| ------------- | ------------ | --------- |
| DWS Amsterdam | Países Bajos | 1966-1968 |
| FC Twente     | Países Bajos | 1968-1974 |
| Ajax          | Países Bajos | 1974-1983 |
| FC Zwolle     | Países Bajos | 1983-1985 |

### Como entrenador
| Club          | País         | Año       |
| ------------- | ------------ | --------- |
| FC Wageningen | Países Bajos | 1987-1989 |
| FC Oss        | Países Bajos | 1991-1993 |
| AZ Alkmaar    | Países Bajos | 1993-1994 |
| FC Zwolle     | Países Bajos | 1995-1996 |

## Palmarés
| Título                   | Club | País         | Año  |
| ------------------------ | ---- | ------------ | ---- |
| Eredivisie               | Ajax | Países Bajos | 1977 |
| Eredivisie               | Ajax | Países Bajos | 1979 |
| Copa de los Países Bajos | Ajax | Países Bajos | 1979 |
| Eredivisie               | Ajax | Países Bajos | 1980 |
| Eredivisie               | Ajax | Países Bajos | 1982 |
| Eredivisie               | Ajax | Países Bajos | 1983 |
| Copa de los Países Bajos | Ajax | Países Bajos | 1983 |